# Christopher Piry
Christopher Piry, né le 27 décembre 1992 aux Lilas (Seine-Saint-Denis), est un coureur cycliste français, membre de l'équipe C'Chartres Cyclisme.

## Biographie
Pour sa première année dans les rangs espoirs en 2011, Christopher Piry réalise un bon début de saison, en se classant deuxième du Grand Prix du Conseil Général de l’Essonne et septième du Circuit du Mené, mais également cinquième du Grand Prix d’Enduiest et douzième de la Classique Nord Jura, deux manches de la Coupe de France DN3. En fin d'année, il signe pour la saison suivante avec l'équipe cycliste de l'Armée de Terre.
Il commence l'année 2014 par une deuxième place sur la Ronde du Canigou et une cinquième sur La Tramontane. Au mois d'avril, il participe au Circuit des Ardennes international, en remplacement de son coéquipier blessé Romain Le Roux. Il se distingue lors de la première étape, en menant avec deux autres coureurs une échappée au long cours, finalement reprise à seulement 500 mètres de la ligne. Il se console néanmoins le lendemain en portant le maillot de meilleur grimpeur. Il continue de cumuler les bons résultats, et termine notamment deuxième d'étape au Circuit du Mené, cinquième de Paris-Chauny et sixième de La SportBreizh, du Grand Prix de Saint-Souplet et du prix de la municipalité de Gommegnies. Entre-temps, il devient également champion d'Île-de-France, devant son coéquipier Benoît Sinner.
Malgré le passage de son équipe à l'échelon continental, Christopher Piry rejoint le VC Rouen 76 pour 2015. Il décroche son premier bouquet au mois de juin à l'occasion du Grand Prix d'Iwuy, devançant son coéquipier Pierre Tielemans. Il enchaîne par une victoire le mois suivant au Tour du Pays du Roumois, épreuve élite nationale. En 2016, il signe au mois de mars une excellente deuxième place au Grand Prix de Lillers-Souvenir Bruno Comini, une course de l'UCI Europe Tour, en étant uniquement battu dans un sprint à six par le coureur belge de l'équipe Topsport Vlaanderen-Baloise Stijn Steels. Il s'impose par la suite au sprint sur le Grand Prix de Saint-Maximin,. En septembre, il gagne la dernière étape et termine deuxième du Tour de Seine-Maritime, remportée par son équipier Risto Raid. Il s'adjuge également le Trio normand, avec ses coéquipiers du VC Rouen 76 Erwan Brenterch et Dylan Kowalski.
En 2017, le coureur lilasien s'impose sur le Grand Prix de Luneray, épreuve commune au championnat de Normandie. Sur le circuit UCI, il prend la huitième place de Paris-Mantes-en-Yvelines. Au mois de mai 2018, il remporte le classement général de l'Essor breton, sa plus grande victoire.
Après quatre années passées au VC Rouen 76, il décide de rejoindre le CC Nogent-sur-Oise en 2019.

## Palmarès
- 2011
  - 3e de Helleville-Héauville
- 2013
  - La Melrandaise
- 2014
  - Champion d'Île-de-France sur route
  - 2e de la Ronde du Canigou
- 2015
  - Grand Prix d'Iwuy
  - Tour du Pays du Roumois
- 2016
  - Grand Prix de Saint-Maximin

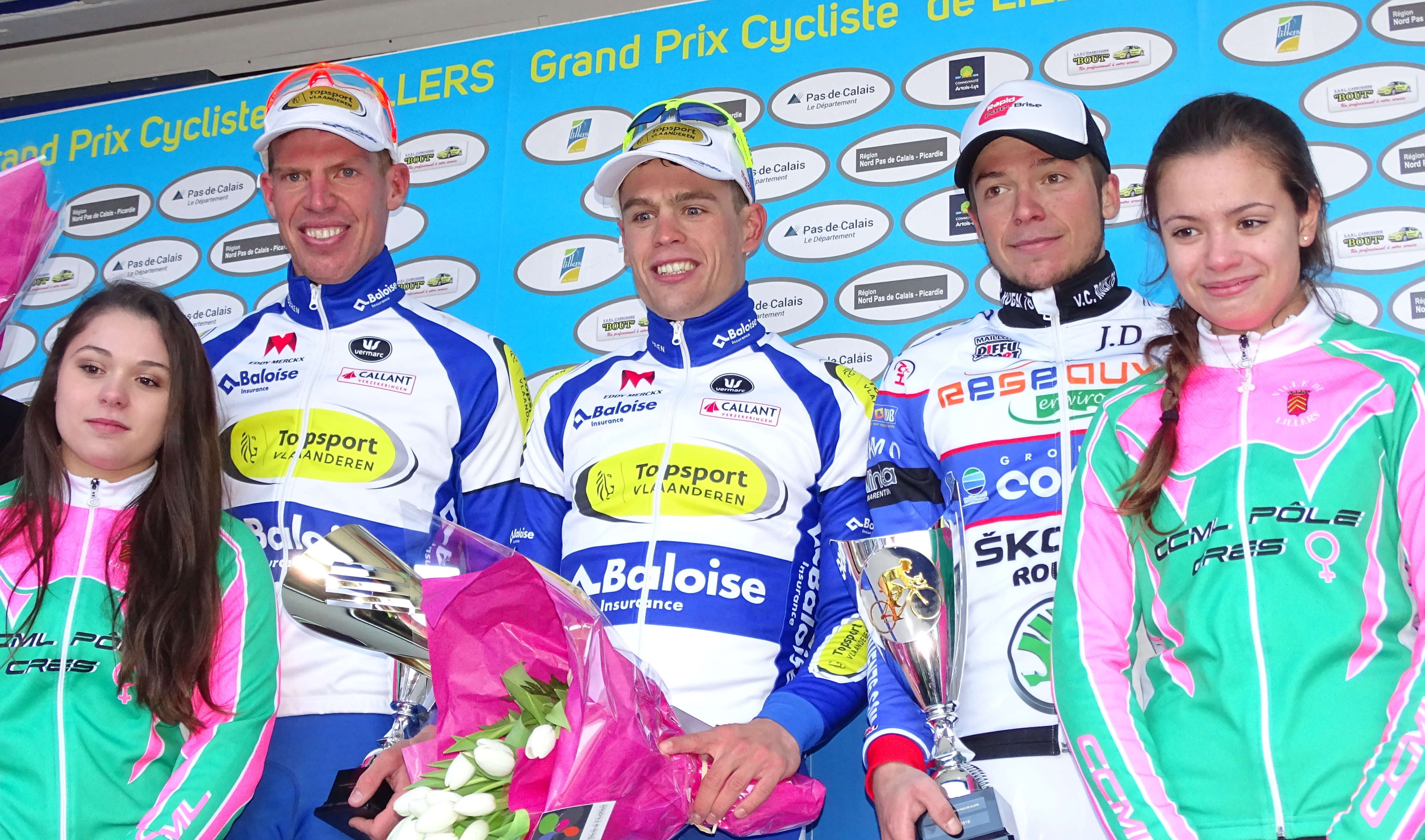
Podium de l'édition 2016 du Grand Prix de Lillers-Souvenir Bruno Comini : Tim Declercq (3e), Stijn Steels (1er) et Christopher Piry (2e).

  - 3e étape du Tour de Seine-Maritime
  - Trio normand (avec Erwan Brenterch et Dylan Kowalski)
  - 2e du Grand Prix de Lillers-Souvenir Bruno Comini
  - 2e du Tour de Seine-Maritime
  - 3e du Grand Prix de Saint-Hilaire-du-Harcouët
  - 3e du Grand Prix de Luneray
- 2017
  - Grand Prix de Luneray
- 2018
  - Essor breton
  - 3e du Trio normand
- 2019
  - Prix des Grandes-Ventes

## Classements mondiaux
| Année           | 2016 |
| --------------- | ---- |
| UCI Europe Tour | 920e |